# Carl Areskoug
Carl Arcadius Holger Areskoug, född 12 juli 1918 i Hässleholm, död 12 mars 2005 i Kristianstad, var en svensk militär (överste).

## Biografi
Areskoug avlade studentexamen 1936, genomgick Artilleriets officersaspirantskola och blev fänrik vid Wendes artilleriregemente (A 3) 1940. Han studerade vid Artilleri- och ingenjörofficersskolan 1942–1943, Krigshögskolan 1945–1947 och blev aspirant i generalstabskåren 1948 samt tjänstgjorde som kapten där 1950–1956. Areskoug var sekreterare i Neutrala nationernas övervakningskommission i Korea 1956 och kom samma år till Gotlands artillerikår (A 7) 1956 och blev major 1958. Han studerade vid Försvarshögskolan 1961–1962 och blev överstelöjtnant och utbildningsofficer vid A 3 1962.
Areskoug var tillförordnad chef för A 3 1966 och var observatör i Nigeria mellan september och oktober 1968. År 1968 blev han försvarsattaché på deltid i Belgrad, blev överste 1970 samt arméattaché i Warszawa med sidoackreditering till Moskva och Prag. År 1972 blev han arméattaché i Moskva med sidoackreditering till Prag och Warszawa. År 1974 utnämndes han till chef för Gotlands artilleriregemente (A 7) vilket han var fram till sin pensionering 1978.
Carl Areskoug var son till landsfogde Holger Areskoug och Thyra Laveson, bror till Gunnar Areskoug och Sigvard Areskoug, morbror till Bengt Hammarhjelm och sonson till Johan Anders Areskoug samt brorson till John Areskoug och därav kusin till Kell Areskoug och Stig Areskoug samt syssling till Inga Tidblad. Areskoug var även svåger till Claes Carlsten. Han gifte sig den 24 juni 1942 med Anna-Greta Wattborg (1918–2005).

## Utmärkelser
- Riddare av Svärdsorden (RSO) 1958[3]
- Kommendör av Svärdsorden (KSO) 1974